# Uwe Rapolder
Uwe Rapolder (* 29. Mai 1958 in Hausen an der Zaber) ist ein deutscher Fußballtrainer. Bis 1990 war er als Fußballspieler aktiv. Vormals Deutschlands größte Trainerhoffnung, gilt er als „Architekt und Wortschöpfer des Konzeptfußballs“.
Als Spieler trat er in insgesamt 30 Zweitligabegegnungen für Tennis Borussia Berlin und den SC Freiburg an. In der Schweiz spielte er zwischen 1982 und 1990 in 91 Spielen der erstklassigen Nationalliga A.
In der Bundesliga betreute er als Trainer zwischen 2004 und 2006 in insgesamt 49 Spielen Arminia Bielefeld und den 1. FC Köln, wobei ihm mit Bielefeld der Klassenerhalt gelang. In der Zweiten Bundesliga war er zwischen 1996 und 2011 in 236 Zweitliga-Partien auf der Bank, wobei er beim SV Waldhof Mannheim und der TuS Koblenz längerfristige Engagements hatte. In der Schweiz trainierte er neben unterklassigen Vereinen zwischen 1994 und 1996 den Erstligisten FC St. Gallen, nachdem er mit ihm aufgestiegen war.

## Spielerstationen
Zu Beginn seiner Karriere spielte er u. a. beim VfR Heilbronn, KFC Winterslag und Lierse SK.
Uwe Rapolder kam 1981 als Ersatz für den irischen Mittelfeldspieler John Conway in die Schweiz zum FC Winterthur, mit dem er als Spieler 1982 in die höchste Schweizer Liga (Nationalliga A) auf- und ein Jahr später wieder abstieg. 1984 half er beim erneuten Aufstieg wieder maßgeblich mit. Auf der Schützenwiese zählte Rapolder zusammen mit Torhüter Ota Danek und Sepp Roth zu den Publikumslieblingen.
Nach seiner Zeit in der Eulachstadt wechselte Uwe Rapolder zurück nach Deutschland und spielte zunächst in der Saison 1985/86 für Tennis Borussia Berlin und wechselte danach für eine Saison zum SC Freiburg, wo der spätere Bundestrainer Joachim Löw zu seinen Mannschaftskameraden gehörte. Danach war er bis zum Beginn seiner Trainertätigkeit noch bei den Schweizer Vereinen BSC Young Boys, FC Martigny-Sports und FC Monthey aktiv.

## Trainerstationen
Zunächst übernahm Uwe Rapolder von 1990 bis 1997 mehrere Schweizer Vereine. So war er bei FC Martigny-Sports (Meister), FC Monthey (Aufstieg in die Nationalliga B) und beim FC St. Gallen (Aufstieg in die NLA) tätig. 1997 bis 2001 trainierte er den SV Waldhof Mannheim (Aufstieg in die 2. Bundesliga), bevor er dann zum LR Ahlen wechselte.
Im März 2004 wurde Rapolder Trainer des damaligen Zweitligisten Arminia Bielefeld. Rapolder führte die Arminen wieder zurück in die 1. Liga. Am 11. Mai 2005 wurde er in Bielefeld entlassen, nachdem er am Tag zuvor seinen Wechsel zum 1. FC Köln zur Saison 2005/06 bekanntgegeben hatte. Dort wurde Rapolder zum Ende der Hinrunde nach einer Serie von zwölf sieglosen Spielen ausgerechnet nach der 2:3-Niederlage bei Arminia Bielefeld beurlaubt. Ab dem 25. April 2007 war Rapolder Cheftrainer bei der TuS Koblenz. Trotz Punktabzugs erreichte Rapolder dreimal einen Nichtabstiegsplatz und wurde nach einer Serie von Niederlagen am 13. Dezember 2009 vom Aufsichtsrat beurlaubt, sein Vertrag in Koblenz endete zum 31. Dezember 2009. Im November 2010 wurde Rapolder als Trainer vom Karlsruher SC verpflichtet und erhielt einen Vertrag bis zum Saisonende. Am 1. März 2011 wurde Rapolder vom KSC „in beiderseitigem Einvernehmen“ freigestellt.
Im Oktober 2014 übernahm Rapolder den Drittligisten SG Sonnenhof Großaspach. Rapolders Engagement wurde notwendig, da der eigentliche Trainer Rüdiger Rehm sein Amt ruhen ließ, um den Trainerlehrgang absolvieren zu können. Nach einem enttäuschenden Rückrundenstart trat Rapolder am 25. Februar 2015 von seinem Posten zurück und Rehm übernahm vorzeitig wieder den Trainerposten.
Seit Anfang 2024 arbeitet er für das Management des VfR Heilbronn.
Am 2. August 2024 wurde bekannt, dass Rapolder übergangsweise den Oberligisten TuS Mechtersheim (Oberliga Rheinland-Pfalz/Saar) übernimmt, nachdem sich der Verein bereits vor dem Saisonstart von seinem Trainer Marco Göbel getrennt hatte. „Der 66-jährige Ex-Bundesliga-Trainer bleibt allerdings nur interimsweise, parallel läuft die Suche nach einem neuen Coach.“ Ende August 2024 wurde er von Jürgen Kramny abgelöst.

## Erfolge
- Ausland
  - 1991 Drittligameisterschaft FC Martigny-Sports
  - 1993 Aufstieg Nationalliga B FC Monthey
  - 1994 Aufstieg Nationalliga A FC St. Gallen

- 2. Bundesliga
  - 2004: 2. Platz/Aufstieg mit Arminia Bielefeld

## Weiteres
Uwe Rapolder schloss in Zürich 1985 ein Wirtschaftsstudium ab. Er spricht vier Sprachen (Deutsch, Englisch, Französisch, Niederländisch) und hält regelmäßig Seminare und Referate in den Bereichen Motivation und Organisation. 1993 erwarb er als Lehrgangsbester die Trainerlizenz in Magglingen/CH.
Auch im sozialen Bereich ist Uwe Rapolder tätig, er besuchte das Feldlager Kunduz in Afghanistan und organisierte 2010 Sportartikel für Kinder in Ghana. Uwe Rapolders jüngerer Bruder Jürgen war unter anderem beim FC Heilbronn und SG Sonnenhof Großaspach und am DFB-Jugendförderstützpunkt in Heilbronn als Fußballtrainer tätig.
Im August 2017 sorgte Rapolder bundesweit für Aufsehen, als er auf seiner Facebook-Seite die Aufnahme von Flüchtlingen kritisierte: „Warum diese unkontrollierte Massenzuwanderung? […] Warum herrscht hier null soziale Gerechtigkeit? […] Warum wird das Volk bis aufs Blut provoziert? Wollt Ihr wirklich den Krieg in den Straßen, wie in Frankreich oder Schweden? […] Ich habe Angst um dieses Land, in dem Fremde eindeutig mehr Rechte genießen als Einheimische.“ Mittlerweile hat Rapolder den Eintrag auf seiner Facebook-Seite für die Öffentlichkeit verborgen. In einem Kommentar schreibt er als Begründung: „Wurde genug diskutiert.“
Er lebt in Heilbronn, arbeitet als Motivationscoach und gibt Coachingseminare für Unternehmen – und sucht Talente „in Ghana, der Türkei oder Split“.